# Silas Lee
Silas Lee (Concord, 3 luglio 1760 – Wiscasset, 1º marzo 1814) è stato un politico e giudice statunitense.

## Biografia
Nato nel 1760 a Concord, nella allora Provincia della baia del Massachusetts, si laureò in legge all'Università Harvard nel 1784, cominciando poi ad esercitare la professione di avvocato.
Fu eletto alla Camera dei rappresentanti del Massachusetts per tre volte: 1793, 1797 e 1798.
Nel 1799 si candidò nelle file del Partito Federalista, venendo eletto alla Camera dei rappresentanti nel 6º Congresso degli Stati Uniti d'America; venne poi confermato anche due anni più tardi. Si dimise tuttavia già nell'agosto del 1801, perché nominato, a partire dal successivo 6 gennaio 1802, procuratore (United States Attorney) del distretto del Maine. Ricoprì questo ruolo fino alla morte nel 1814.